# اچ‌ام‌اس چستر (۱۹۱۵)
اچ‌ام‌اس چستر (۱۹۱۵) (به انگلیسی: HMS Chester (1915)) یک کشتی بود که طول آن ۴۵۶٫۵ فوت (۱۳۹٫۱ متر) بود. این کشتی در سال ۱۹۱۵ ساخته شد.